# Myrddin’s Quoits

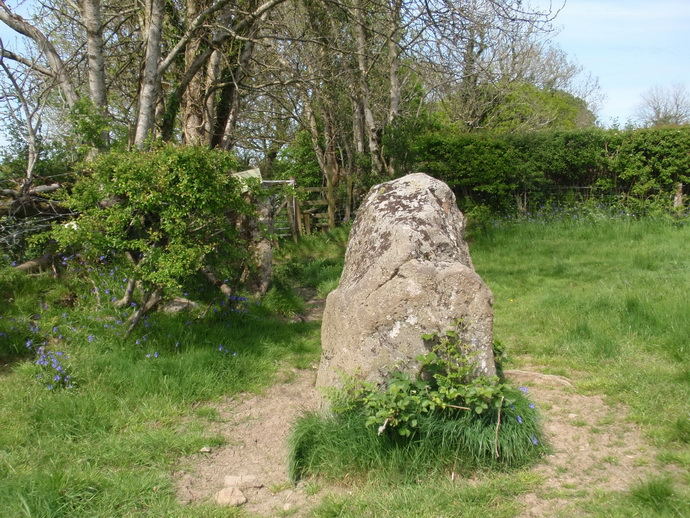
Myrddin’s Quoit

Myrddin’s Quoits (deutsch Merlins Quoit – auch Cerrig Myrdddin oder „Rhyd Lydan Cromlech“ genannt) ist vermutlich der Rest eines Kammergrabes (englisch Chambered tomb) unbekanntem Typs, an einer Feldgrenze, westlich von Llangain, südwestlich von Carmarthen in Carmarthenshire  in Wales.
Myrddin’s Quoit besteht aus zwei weißen, aufrecht stehenden Steinen (es gibt Berichte über einen dritten), von denen angenommen wird, dass sie Teil einer Grabkammer waren. Wie bei den beiden Steinen von Meini Elwydion, südwestlich von Llangain, gibt es auch hier keine Spur des deckenden Hügels, daher ist eine alternative Klassifizierung als Steinpaar möglich.
Etwa 90 m südlich steht ein einzelner Menhir.
Myrddin’s Quoit ist ein Scheduled Monument.